# Dodderi, Bangarapet
Dodderi là một làng thuộc tehsil Bangarapet, huyện Kolar, bang Karnataka, Ấn Độ.